# Prodorylaimus longicaudatus
Prodorylaimus longicaudatus är en rundmaskart. Prodorylaimus longicaudatus ingår i släktet Prodorylaimus och familjen Dorylaimidae. Inga underarter finns listade i Catalogue of Life.